# 城市·獵人
《城市·獵人》，2013年台灣偶像劇。映畫傳播製作。由林慶台、尹馨、夏禕、徐貴櫻主演。2012年11月初開鏡。公視HD於2013年2月1日播出，公視主頻2013年2月16日上檔。

## 播出時間
| 頻道   | 所在地 | 播映日期      | 播出時間               |
| ------ | ------ | ------------- | ---------------------- |
| 公視HD | 台灣   | 2013年2月1日  | 每周一~周五09:00~10:00 |
| 公視   | 台灣   | 2013年2月16日 | 每周六21:00~23:00      |

## 演員列表

### 主要演員
| 演員   | 角色   | 介紹                                                                           | 登場集數(公視) |
| 林慶台 | 瓦旦   | 從臺東山上來到城市打工的原住民警衛。                                           | 全劇           |
| 尹馨   | Amber  | 外型光鮮亮麗的女明星。                                                         | 全劇           |
| 夏禕   | 夏青   | 一個從上海遠嫁台灣，卻遇人不淑的大陸新娘。                                     | 全劇           |
| 徐貴櫻 | 徐莉莉 | 上流貴婦。亮麗的她，人人稱羨；但不論在事業或婚姻關係中，她永遠處於弱勢的一方。 | 全劇           |

### 其他演員
| 演員   | 角色   | 介紹                                                                                     | 登場集數(公視) |
| 屈中恆 | 張特助 | 政商背後的操盤手。                                                                       | 全劇           |
| 喜翔   | 羅賴把 | 一個不平凡的警衛，其真實身份是法務部廉政署派來的臥底。                                   | 1,2            |
| 陶傳正 | 郭董   | 白手起家的建商。                                                                         |                |
| 陳煜明 | 紅龍   | 劇中最神祕的角色。他雖然是男兒身，平常卻喜好女性打扮，但他不是人妖，新世代稱之「偽娘」。 | 1,2            |
| 高靖榕 | 小娟   | 雅布的女朋友，不小心懷孕，個性大剌剌又有些叛逆。                                         | 3,4,5,6        |
| 蔡爸   | 陳仔   | 夏青的前夫。                                                                             | 1              |
| 吳民凡 | 老楊   | 職業級的A咖殺手。                                                                        |                |
| 林郁順 | 黑松   | 廢車場老闆，其真實身份是討債集團黑道老大。                                               | 1              |
| 丁力祺 | 小姚   |                                                                                          |                |
| 丁富佑 | 虎神   |                                                                                          |                |
| 黃略耕 | 小胖   |                                                                                          |                |
| 葉玉傑 | 雅布   | 瓦旦的兒子。                                                                             | 1,2            |
| 王道南 | 主委   |                                                                                          | 1              |

## 電視劇歌曲
| 曲別   | 歌名               | 演唱者 | 作詞   | 作曲   | 編曲   |
| 片頭曲 | The Dangerous City | -      | -      | 陳惟君 | 陳惟君 |
| 片尾曲 | 危險遊戲           | 張淵傑 | 張淵傑 | 陳惟君 | 陳惟君 |
| 插曲   | 追                 |        | -      | 陳惟君 | 陳惟君 |

## 外部連結
- 《城市·獵人》官方Facebook
- 《城市·獵人》官方網站 （页面存档备份，存于）